# Métrosexuel
 (juillet 2024).
Si vous disposez d'ouvrages ou d'articles de référence ou si vous connaissez des sites web de qualité traitant du thème abordé ici, merci de compléter l'article en donnant les références utiles à sa vérifiabilité et en les liant à la section « Notes et références ».
Un métrosexuel est un citadin de tous genres et orientations sexuelles, fortement soucieux de son apparence.
C'est un néologisme inventé en 1994 par Mark Simpson, journaliste britannique à The Independent.

## Définition
Le mot serait composé de « métro » pour métropole/métropolitain et de « sexuel », pour faire allusion à des hétérosexuels qui adoptent les usages et l'apparence vestimentaire que le stéréotype attribue aux homosexuels.
La « métropole » (du grec μήτηρ, mètèr, mère, et πόλις, polis, ville) désigne une ville « mère » donc importante, le « métropolitain » est l'homme de la [grande] ville, le citadin. Le terme « métrosexuel » définirait alors celui qui, plus au fait d'une certaine « modernité » que l'homme « de la campagne », l'homme des campagnes profondes, serait porté sur la mode et les produits cosmétiques, soignant sa condition physique (alimentation, musculation, massage, soins esthétiques dont coiffure, épilation intégrale...).

## Précédents historiques
C'est déjà de ce type d'homme que se moque Juvénal dans ses satires, évoquant leurs gémissements de douleur lorsqu'ils se font épiler le corps pour avoir plus belle allure aux thermes.
En dépit de sa construction, qui peut évoquer les populations homosexuelles et hétérosexuelles, le terme métrosexuel ne renvoie à aucune préférence sexuelle particulière. Sa signification est voisine du mot minet dans les années 1970, et des mods opposés aux rockers dans la Grande-Bretagne des années 1960.

### À l'écran
La métrosexualité fait l'objet d'un épisode du dessin animé South Park (8e épisode de la saison 7).
Richard Castle, le personnage éponyme de la série télévisée Castle, riche et célèbre romancier new-yorkais aux nombreuses conquêtes féminines, et soucieux de son apparence, est dans l'épisode 2-23 qualifié de « métrosexuel » par la policière Kate Beckett, l'autre protagoniste de la série, parce qu'il connaît la liste des personnages féminins de Sex and the City.
Barney Stinson, l'un des personnages de la série How I Met Your Mother, a un côté métrosexuel : il s'épile la poitrine, fait des manucures et possède une connaissance des marques de designers et de la gastronomie.
Schmidt, l’ex-obèse devenu control freak dans la série New Girl, est un métrosexuel.
Dans The Big Bang Theory, Rajesh Koothrappali se revendique comme métrosexuel.
Ce terme est aussi utilisé dans Les Chevaliers du Zodiaque, La Série Abrégée - Maison #12, où Aphrodite dit à Shun qu'il est en réalité métrosexuel, ce que Shun comprend comme une pratique déviante en rapport avec les transports en commun.
Le footballeur Cristiano Ronaldo, est régulièrement associé à la métrosexualité,.
Jean-Philippe Ichard compose la musique d'un film intitulé Métrosexuel.